# RollerCoaster Tycoon
RollerCoaster Tycoon – symulator wesołego miasteczka, stworzony przez MicroProse pod przewodnictwem Chrisa Sawyera i wydany przez Hasbro Interactive 22 marca 1999 na platformę PC.
W grze samodzielnie tworzymy i zarządzamy wesołym miasteczkiem, konstruujemy urządzenia służące rozrywce, jak np. kolejki górskie, domy strachów, umiejętnie zarządzamy finansami (ustalamy ceny biletów, wynagrodzenia pracowników itp.), dbamy o odpowiedni rozwój techniczny i nastroje klientów; Zadaniem gracza jest doprowadzenie wesołego miasteczka na wyżyny popularności i rentowności.
Do gry zostały wydane dwa dodatki zawarte w specjalnym pakiecie:
- RollerCoaster Tycoon: Gold (2002),
- RollerCoaster Tycoon: Deluxe (2003).

## Wymagania sprzętowe
| Minimalne:                                   | Zalecane:                                    |
| Pentium 200 MMX                              | Pentium II 350                               |
| 32 MB pamięci RAM                            | 64 MB pamięci RAM                            |
| Czytnik CD-ROM 8X                            | Czytnik CD-ROM 8X                            |
| 50 MB wolnego miejsca na twardym dysku       | 180 MB wolnego miejsca na twardym dysku      |
| Karta graficzna z 2 MB pamięci i akceleracją | Karta graficzna z 4 MB pamięci i akceleracją |
| Karta dźwiękowa zgodna z Windows 95          | Karta dźwiękowa zgodna z Windows 95          |
| DirectX 5.0                                  | DirectX 5.0                                  |